# Iowa
L'Iowa (in inglese:  [ˈaɪ.ə.wə]) (sigla = IA) è il 29º Stato federato degli Stati Uniti d'America, essendo entrato nell'Unione il 28 dicembre 1846. Il nome ufficiale è Stato dell'Iowa (State of Iowa) e la sua capitale è Des Moines.

## Geografia fisica
Lo Iowa confina a nord col Minnesota, a nord-ovest con il Dakota del Sud, a nord-est con il Wisconsin, a sud-est con l'Illinois, a sud con il Missouri, ad ovest e a sud-ovest con il Nebraska. Il confine orientale è tracciato dal fiume Mississippi, quello occidentale dal fiume Missouri a sud di Sioux City e dal Big Sioux River a nord della stessa città. Ci sono molti laghi naturali tra i quali vanno segnalati lo Spirit, il West Okoboji e l'East Okoboji nell'Iowa del nord. Tra i laghi artificiali ci sono il Lago Odessa, il Saylorville, il Red Rock, il Coralville, il McBride e il Rathbun.
Il paesaggio si presenta pianeggiante o poco ondulato. Colline di materiale sedimentario (Loess) caratterizzano il confine occidentale dello Stato. Alcune di queste raggiungono anche l'altezza di qualche centinaio di metri. Nel nord-est, lungo il Mississippi, c'è una porzione della cosiddetta Driftless Zone, che interessa soprattutto il Wisconsin sud-occidentale, e consiste in un terreno la cui origine glaciale ha lasciato profondi segni nella topografia presentando colline con versanti ripidi o improvvisi dirupi mentre la vegetazione è essenzialmente costituita da conifere, mostrando così un paesaggio molto diverso da quello più tipico di tutto il resto dell'Iowa.
Lo stato presenta un'altitudine media di 335 m. Si consideri che il punto più alto e quello più basso sono a meno di 200 m di dislivello da questo, delineando quindi un territorio che ha la caratteristica di avere un'altitudine molto costante e poco elevata.
L'Iowa ha la più alta concentrazione media di radon di tutti gli Stati Uniti. I livelli significativi che questo gas radioattivo raggiunge in questo territorio trovano spiegazione nel fatto che le glaciazioni hanno trasportato rocce granitiche dalle montagne del Canada fino ai suoli dell'Iowa, dove tuttora giacciono appena sotto lo strato di terreno vegetale. Da una parte queste rocce con il grande apporto di minerali che offrono sono responsabili della fertilità del suolo dell'Iowa, dall'altra però hanno permesso anche la fuoriuscita di questi gas in quantità superiore a quella normalmente registrata, cosa questa piuttosto pericolosa specie in prossimità di centri abitati. Molte città, a partire da Iowa City hanno stabilito che le nuove abitazioni rispondano a requisiti di particolare resistenza al radon.

### Clima

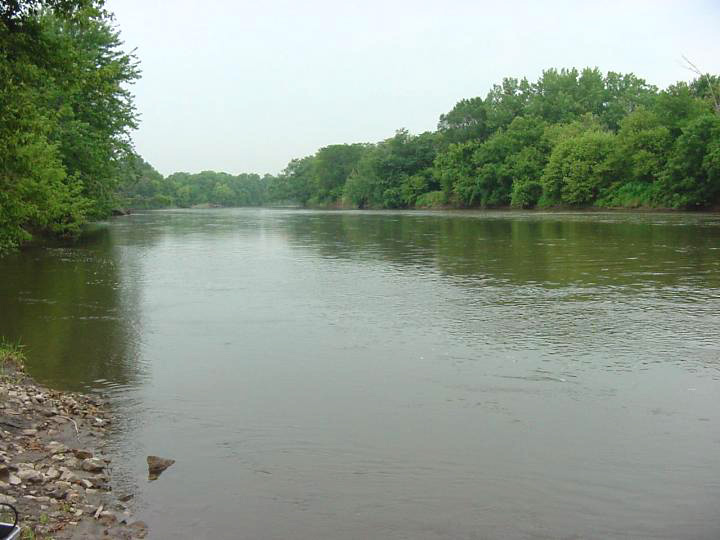
Il fiume Iowa nei pressi di Marshalltown, nell'Iowa centrale

L'Iowa presenta un clima continentale con grandi punte di caldo e di freddo. Gli inverni sono freddi e nevosi; a Des Moines, per esempio cadono 92 cm di neve all'anno. La primavera si presenta con un innalzamento delle temperature ed un aumento delle precipitazioni mentre l'estate, notoriamente calda ed umida, fa registrare massime che raggiungono tranquillamente anche i 37 °C.
Nell'Iowa si contano 50 giorni all'anno di temporali. Alcuni di questi fenomeni possono essere particolarmente violenti con venti forti e grandine. Più modesto è il rischio di esposizione ai tornado che comunque sono mediamente 37 all'anno.

## Storia
Il paese fu esplorato e percorso dai mercanti francesi di pellicce, entrando così a far parte della Louisiana francese. Dal 1763 entra a far parte teoricamente della Spagna, finché nel 1800 ritorna alla Francia per essere poi venduto insieme al resto della Louisiana agli Stati Uniti (1803). Nel 1838 con la partenza delle tribù indiane e la colonizzazione permanente europea, diviene territorio autonomo col Minnesota e la parte orientale del Dakota del Sud, finché entra nell'Unione degli Stati Uniti d'America nel 1846.

## Origini del nome
Il nome dello Stato deriva da quello di una tribù di nativi americani di ceppo Sioux, gli Iowa appunto, che abitarono queste terre fino al 1836, quando, dopo lo sterminio della gran parte dei nativi , per sopravvivere , le cedettero agli Stati Uniti e si ritirarono nell'Oklahoma.

## Società

### Città
Le città più popolose sono la capitale Des Moines e Cedar Rapids.
Da una stima del 1º luglio 2007 queste sono le prime 10 città per numero di abitanti:
1. Des Moines, 195 998
2. Cedar Rapids, 126 396
3. Davenport, 98 975
4. Sioux City, 82 684
5. Iowa City, 67 072
6. Waterloo, 66 387
7. Council Bluffs, 59 921
8. Dubuque, 57 313
9. Ames, 54 745
10. West Des Moines, 54 726

### Religione
- Cristiani: 75%
  - Protestanti: 51%
    - Luterani: 16%
    - Metodisti: 13%
    - Battisti: 5%
    - Presbiteriani: 3%
    - Pentecostali: 2%
    - Chiesa Unita di Cristo: 1%
    - Altri Protestanti: 11%

  - Cattolici: 23%
  - Altri Cristiani: 1%
- Altro: 5%
- Atei: 15%

## Economia
L'economia dell'Iowa è storicamente legata all'agricoltura, con una forte produzione di mais, soia e carne, in particolare suini. Tuttavia, l'economia dello stato si è diversificata nel tempo, includendo ora anche industrie alimentari, chimiche e di macchinari pesanti. La produzione di etanolo è un'altra componente significativa, dato che l'Iowa è uno dei principali produttori negli Stati Uniti. Anche le grandi aziende, come la multinazionale italiana Barilla, contribuiscono notevolmente all'economia locale. Pur mantenendo una forte tradizione agricola, l'Iowa ha saputo evolversi adattandosi ai cambiamenti economici globali.

## Influenza sui media
- L'Iowa è lo stato nativo di James Tiberius Kirk, protagonista della serie televisiva Star Trek;
- L'Iowa è lo stato di provenienza di Harold Finch, protagonista della serie televisiva Person of Interest , nella fittizia città di Lassiter. Lo stesso attore protagonista, Michael Emerson, è nativo di Cedar Rapids, seconda città più popolosa dello Stato;
- Alcuni celebri film sono ambientati in Iowa, tra cui Il nascondiglio, Buon compleanno Mr. Grape, I ponti di Madison County, Una storia vera e L'uomo dei sogni;
- In questo stato inizia la lunga corsa per la Casa Bianca, qui infatti si celebra il primo caucus.
- In questo stato è nata la band degli Slipknot, un gruppo heavy metal formatosi nel 1995.